# Endroedianibe xerozoyphius
Endroedianibe xerozoyphius är en skalbaggsart som beskrevs av Brett C.Ratcliffe och Ronald D. Cave 2011. Endroedianibe xerozoyphius ingår i släktet Endroedianibe och familjen Dynastidae. Inga underarter finns listade i Catalogue of Life.